# Заремьянских, Татьяна Григорьевна
Татьяна Григорьевна Заремьянских, в девичестве — Жиденко (укр. Тетяна Григорівна Зарем’янських; 25 февраля 1921 год, Опошня, Зеньковский уезд, Полтавская губерния — 21 февраля 2013) — колхозница, звеньевая свиноводческого совхоза имени Красной Армии Министерства совхозов СССР, Полтавский район Полтавской области, Украинская ССР. Герой Социалистического Труда (1949).

## Биография
Родилась 25 февраля 1921 года в крестьянской семье в местечке Опошня Полтавской губернии. В 1936 году устроилась на работу в свиноводческий совхоз имени Красной Армии Полтавского района. Участвовала в Великой Отечественной войне. После освобождения Полтавской области от немецких оккупантов в 1943 году продолжила работать в совхозе имени Красной Армии. В этом же году была назначена звеньевой полеводческого звена.
В 1948 году звено, которое возглавляла Татьяна Жиденко, собрало в среднем по 31,54 центнера пшеницы с участка площадью 20 гектаров. В 1949 году удостоена звания Героя Социалистического Труда «за получение высоких урожаев пшеницы и кукурузы при выполнении совхозом плана сдачи государству сельскохозяйственных продуктов в 1948 году и обеспеченности семенами всех культур в размере полной потребности для весеннего сева 1949 года».
Работала звеньевой до 1968 года, после чего трудилась свинаркой племзавода опытного хозяйства опытной станции в селе Степное Полтавского района.
После выхода на пенсию проживала в селе Степное Полтавского района Полтавской области Украины.

## Награды
- Герой Социалистического Труда — указом Президиума Верховного Совета СССР от 6 апреля 1949 года
- Орден Ленина